# Museo Arqueológico de Lamía
El Museo Arqueológico de Lamía es uno de los museos de Grecia. Se encuentra en Lamía, una ciudad de Ftiótide.

## Historia del museo
El museo se encuentra en un edificio construido en la época de Otón I de Grecia ubicado en la acrópolis de la antigua ciudad que tuvo funciones militares hasta la Segunda Guerra Mundial. Fue cedido en 1973 por el Ministerio de Defensa al Ministerio de Cultura y, tras un proceso de rehabilitación del mismo, fue inaugurado como museo en 1994.

## Colecciones
El museo contiene una colección de objetos pertenecientes a épocas comprendidas entre el neolítico y la época romana procedentes de yacimientos arqueológicos de Ftiótide. La exposición está dividida por periodos cronológicos pero además hay algunas subsecciones temáticas que muestran la historia de las transacciones económicas en la Antigüedad o representaciones de monumentos funerarios clásicos y helenísticos.
La colección contiene cerámica y herramientas del periodo neolítico, así como de toda la Edad del Bronce. De la Edad del Bronce Antiguo destaca un pendiente de bronce, mientras de la Edad del Bronce Medio se puede destacar también un sello de esteatita. De la Edad del Bronce Tardía se exponen además objetos de metal, joyas, sellos, armas, accesorios de indumentaria y figurillas. También de este periodo, es destacable un fragmento de cerámica procedente de Cino con la representación de un barco de guerra.
A la Edad del Hierro temprana pertenecen algunos hallazgos de tumbas del área. De la época arcaica destacan los hallazgos procedentes del oráculo de Apolo de Abas encontrados en la actual Kalapodi, como ofrendas y elementos arquitectónicos del templo. Hay también objetos de otros lugares, como una estatua de Artemisa procedente de Melitea, un torso de Deméter o un casco ilirio de Euritania.
Por otra parte, hay recipientes de cerámica y de vidrio, figurillas de terracota y otros objetos diversos de los periodos clásico, helenístico y romano. Destaca un mosaico del periodo helenístico con la representación de las tres Gracias y una serie de joyas de oro del mismo periodo. También hay un relieve votivo de mármol de finales del siglo IV a. C. dedicado a Artemisa. A la época romana pertenece una estatua de mármol de un filósofo, una serie de estelas votivas y una inscripción procedente de Equino sobre liberación de esclavos.

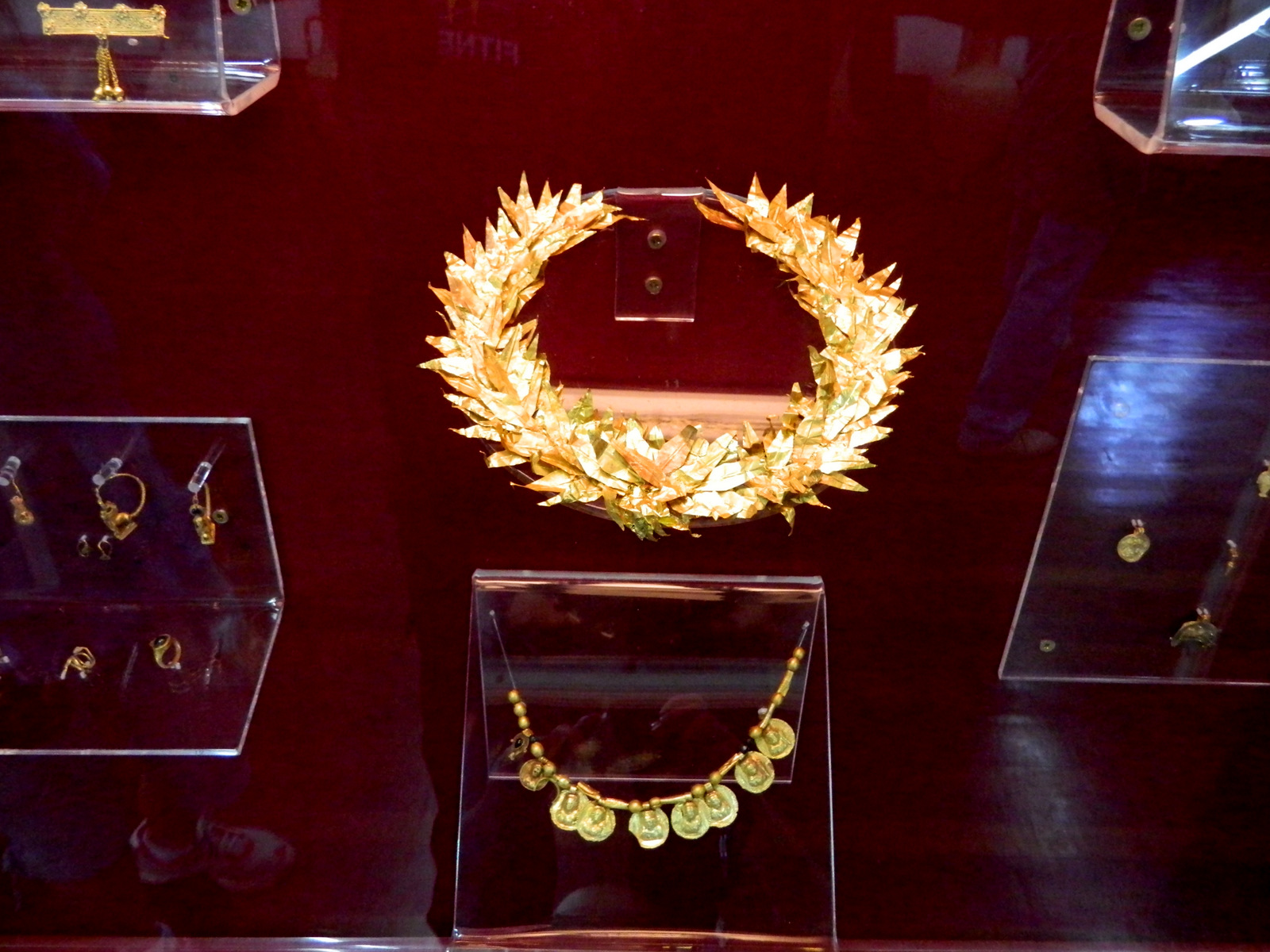
Joyas de oro del periodo helenístico.
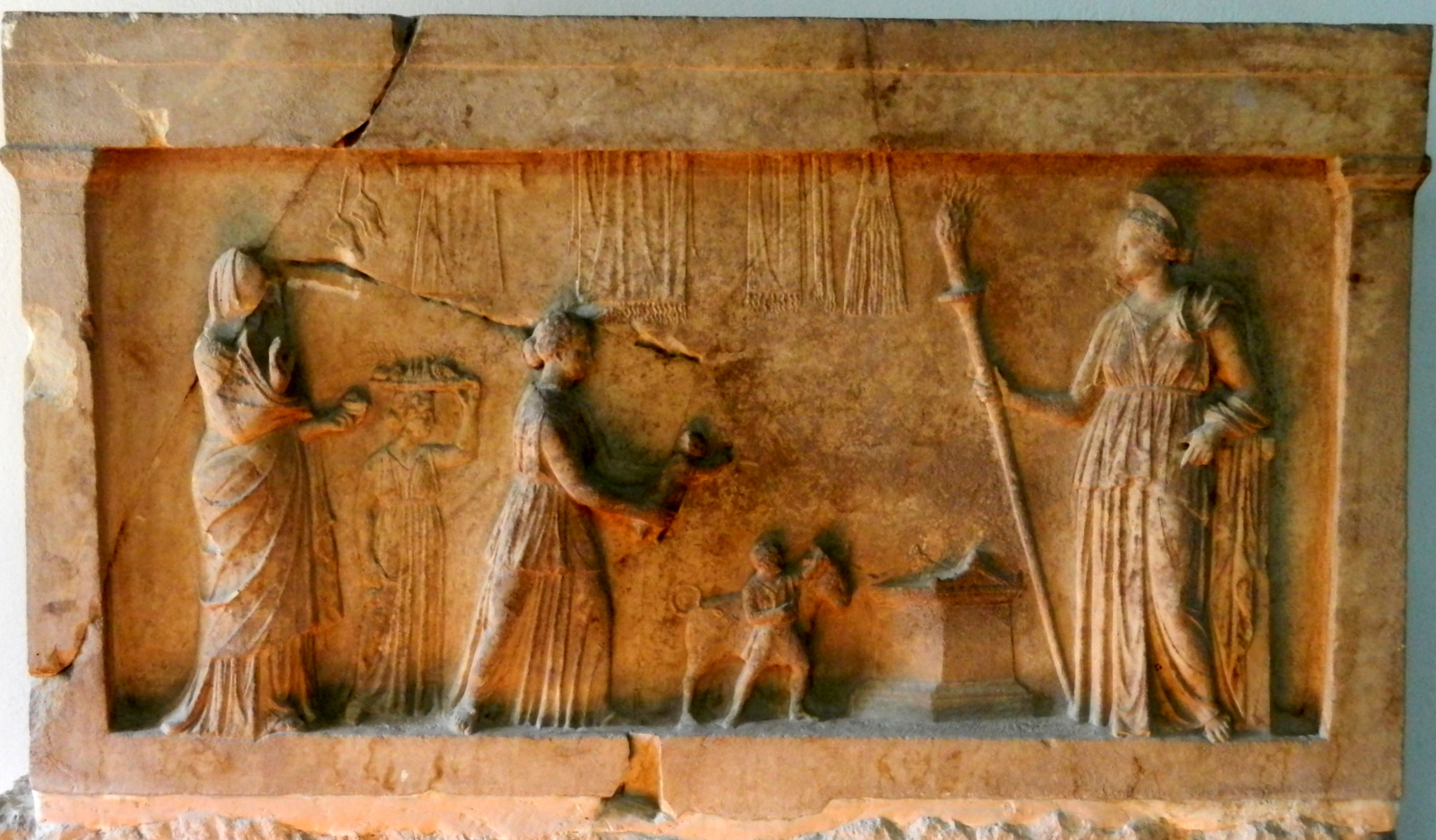
Relieve de mármol dedicado a Artemisa.
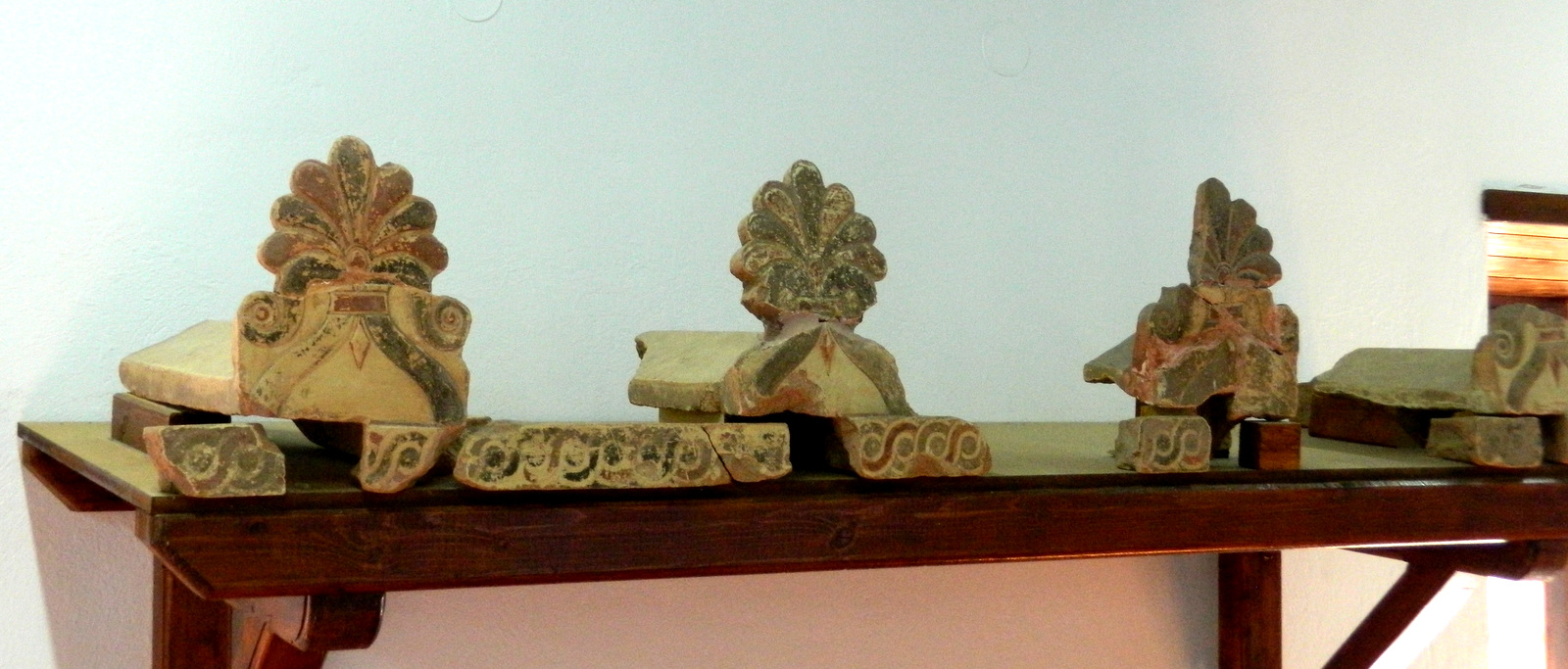
Piezas arquitectónicas del techo de un antiguo templo.